# Clásica de Marinilla
La Clásica de Ciclismo Ciudad de Marinilla, también conocida como Clásica Ramón Emilio Arcila de Marinilla es una competencia ciclística regional colombiana por etapas (Cat. Nacional) de duración menor a una semana que se realiza en la ciudad de Marinilla y sus alrededores en el Oriente antioqueño.
El primer ganador fue el ciclista antioqueño Eleuterio Martínez y el ciclista con más ediciones ganadas es el también antioqueño Argiro Zapata con tres victorias.

## Palmarés
| Año       | Ganador                 | Segundo               | Tercero             |
| --------- | ----------------------- | --------------------- | ------------------- |
| 1986      | Eleuterio Martínez      |                       |                     |
| 1987      | Gustavo Carvajal        |                       |                     |
| 1988      | Luis Fernando Mosquera  |                       |                     |
| 1989      | Argiro Zapata           |                       |                     |
| 1990      | no realizada            | no realizada          | no realizada        |
| 1991      | Héctor Castaño          |                       |                     |
| 1992      | Argiro Zapata           |                       |                     |
| 1993      | carrera junior          | carrera junior        | carrera junior      |
| 1994      | Germán Ospina           |                       |                     |
| 1995      | Germán Ospina           |                       |                     |
| 1996      | Germán Ospina           |                       |                     |
| 1997      | Argiro Zapata           |                       |                     |
| 1999      | Oved Yesid Ramírez      |                       |                     |
| 2000      | carrera junior          | carrera junior        | carrera junior      |
| 2001-2004 | no realizada            | no realizada          | no realizada        |
| 2005      | Mauricio Soler          |                       |                     |
| 2006      | Juan Diego Ramírez      |                       |                     |
| 2007      | Santiago Botero         | Juan Carlos López     | Juan Diego Ramírez  |
| 2008      | Cayetano Sarmiento      | Alex Cano             | Luis Felipe Laverde |
| 2009      | Rafael Infantino        | Edwin Orozco          | Mauricio Ortega     |
| 2010      | Jorge Humberto Martínez | Jaime Castañeda       | Jonathan Millán     |
| 2011      | Stiber Ortiz            | Freddy Piamonte       | Arley Montoya       |
| 2012      | Carlos Ospina           | Sebastián Henao       | Heiner Parra        |
| 2013      | Rafael Montiel          | Diego Quintero        | Óscar Álvarez       |
| 2014      | Rafael Montiel          | José Tito Hernández   | Frank Osorio        |
| 2015      | Alejandro Ramírez       | Cristhian Montoya     | Jefferson Rueda     |
| 2016      | Fabio Duarte            | Róbigzon Oyola        | Alexander Gil       |
| 2017      | Fabio Duarte            | Danny Osorio          | Diego Ochoa         |
| 2018      | Diego Ochoa             | Rafael Montiel        | Juan Pablo Suárez   |
| 2019      | Alexander Cepeda        | Aldemar Reyes         | Alejandro Osorio    |
| 2020      | no realizada            | no realizada          | no realizada        |
| 2021      | Adrián Bustamante       | Aldemar Reyes         | Germán Chaves       |
| 2022      | Bernardo Suaza          | Jaider Muñoz          | David Hoyos         |
| 2023      | Óscar Fernández         | Daniel Méndez         | Alejandro Osorio    |
| 2023      | Sergio Luis Henao       | Cristian Camilo Muñoz | Robinson López      |